# والتر دورن
والتر دورن هو كيميائي كندي، ولد في 11 يوليو 1961 في تورونتو في كندا.